# Mycena renati
Mycena renati, comúnmente conocido como el jefe de la hermosa, es una especie de fungi (hongo) de la familia de Mycenaceae. Fue descrito por el micólogo francés Lucien Quelet en 1886. Se ha recolectado en Austria, Provincia de Uşak en el oeste de Turquía y Yugoslavia.

## Descripción
La forma del sombrero (Píleo (micología)), inicialmente es cónica o parabólica, se expande un poco en la madurez para convertirse en convexa, y por lo general alcanza dimensiones de hasta 3,2 centímetros.